# Castello di Läckö

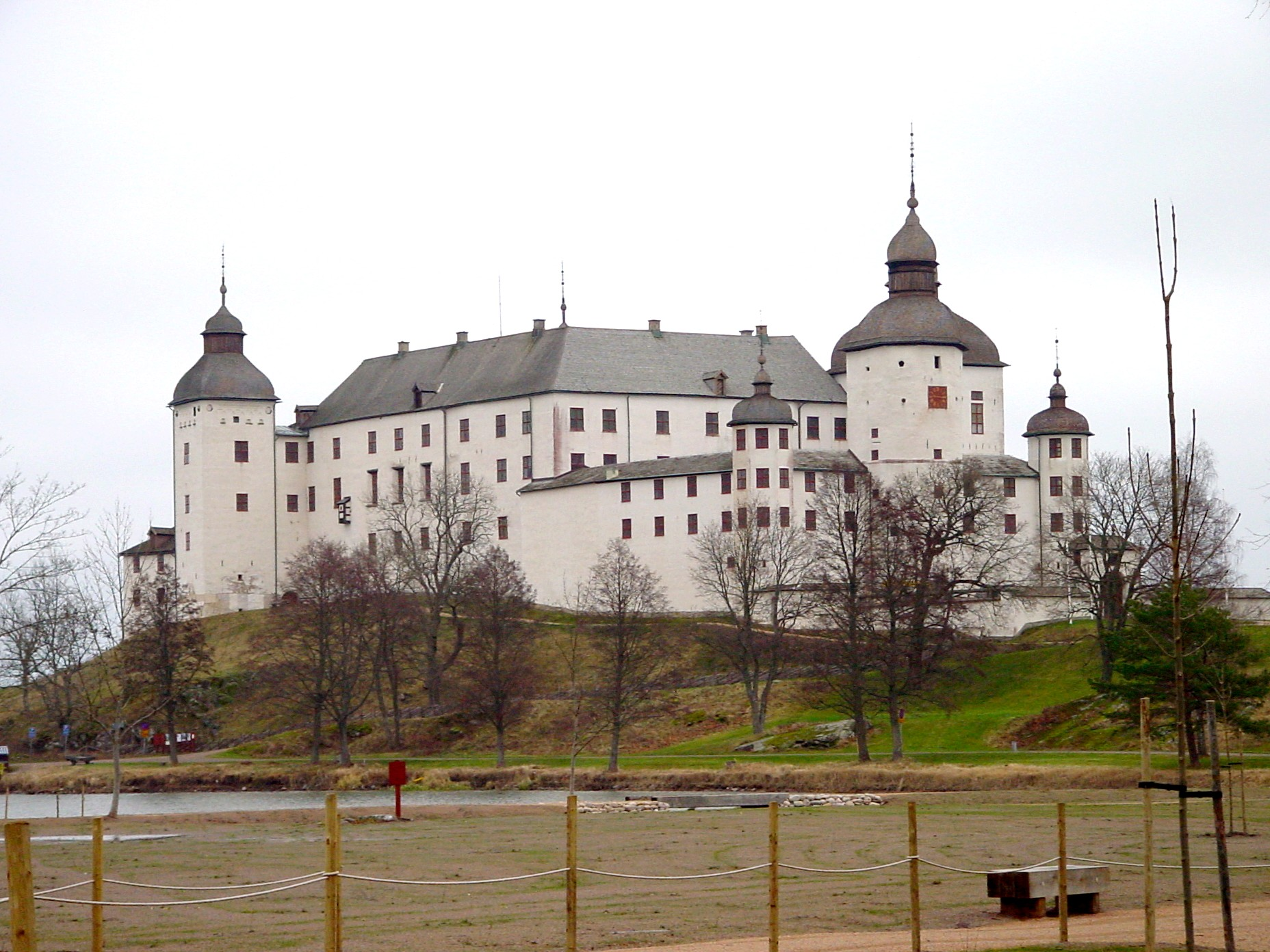
Castello di Läckö

Il castello di Läckö (in svedese: Läckö Slott ) è un castello medievale sito sull'isola di Kållandsö, nel lago Vänern in Svezia (comune di Lidköping) ed è noto per essere stata la dimora di Magnus Gabriel De la Gardie.

## Storia
Brynolf Algotsson,  vescovo di Skara, pose le basi per la costruzione di un castello fortificato nel 1298, originariamente strutturato come una fortezza, che consisteva di due o tre case circondate da un muro. Dopo un incendio nel corso del 1470, il forte venne ampliato dal vescovo Brynolf Gerlachsson.
Dopo la riforma del 1527, il re Gustavo Vasa ne prese il possesso e quindi la proprietà venne ceduta al feldmaresciallo Jacob De la Gardie nel 1615. Egli intraprese una grande ristrutturazione dell'edificio, edificando il terzo piano del mastio. Venne aggiunto il portale del cortile principale ed eseguiti gli affreschi, che raffigurano persone e piante che si trovano in nicchie, vani scale e nelle stanze del terzo piano. Nel 1654, il conte Magnus Gabriel De la Gardie avviò grandi lavori di ampliamento. Venne aggiunto il quarto piano nel corpo centrale e decorate le pareti ed i soffitti del castello.
Il castello di Läckö è un monumento nazionale ed è gestito dal Consiglio nazionale delle proprietà dal 1993. Il consiglio delle Proprietà nazionali (svedese: Statens fastighetsverk), la Fondazione del castello di Läckö (svedese: Stiftelsen Läckö Slott) e il Museo nazionale di belle arti (svedese: Nationalmuseum) cooperano per mantenere e arredare il castello in stile barocco.